# Villa Pisani (Bagnolo)
Pour les articles homonymes, voir Pisani et Villa Pisani.
La villa Pisani est une villa veneta d'Andrea Palladio sise à Bagnolo, hameau de la commune de Lonigo, dans la province de Vicence et la région Vénétie, en Italie.
Cette villa, ainsi que vingt-trois autres et le centre historique de la ville de Vicence sont inscrits sur la liste du patrimoine mondial de l'UNESCO.
La propriété foncière est située au bord du fleuve Guà et conçue comme une villa-ferme, la villa Pisani répond à deux objectifs : symboliser la présence des Pisani, anoblis en 1523, sur leur seigneurie et être fonctionnelle pour la gestion du domaine agricole.

## Historique
La réalisation de la villa Pisani à Bagnolo, à partir de 1542, marque un tournant important dans la carrière du jeune Palladio. Avec les frères Vettore, Marco et Daniele Pisani, qui font en effet partie de l'élite aristocratique vénitienne, la clientèle de Palladio, jusqu'alors surtout vicentine, change très nettement de statut.
Le vaste domaine agricole de plus de 1 200 champs, est la propriété des Pisani depuis 1523, sur lequel subsiste la maison des anciens propriétaires, les vicentins Nogarola, probablement intégrée dans la nouvelle construction. En 1545, le corps central est réalisé et sur un plan de 1562, est visible au fond de la cour une grande barchessa, surmontée de deux pigeonniers, admirée par Giorgio Vasari, ultérieurement détruite et remplacée par l'actuelle structure XIXe siècle située sur le côté long, étrangère au projet palladien.
L'objectif de Palladio, dans son projet pour cette villa, est ambitieux : réaliser une maison de campagne adaptée aux goûts raffinés des frères Pisani et, parallèlement, capable d'offrir une réponse concrète et rationnelle pour l'organisation de toutes les annexes agricoles. Palladio, en effet, insère dans un seul dessin la maison seigneuriale, les étables, les barchesse et le pigeonnier, ces éléments qui, dans la villa du XVe siècle, sont inscrits dans une disposition spatiale fortuite, sans hiérarchie fonctionnelle et formelle.
En même temps, les nécessités pratiques de la vie agricole sont traduites par des formes inédites, dans un nouveau langage inspiré de l'architecture antique. Comme un temple romain, la villa se lève sur un haut soubassement qui donne de l'élan à l'édifice et héberge les logements de service.

## Description

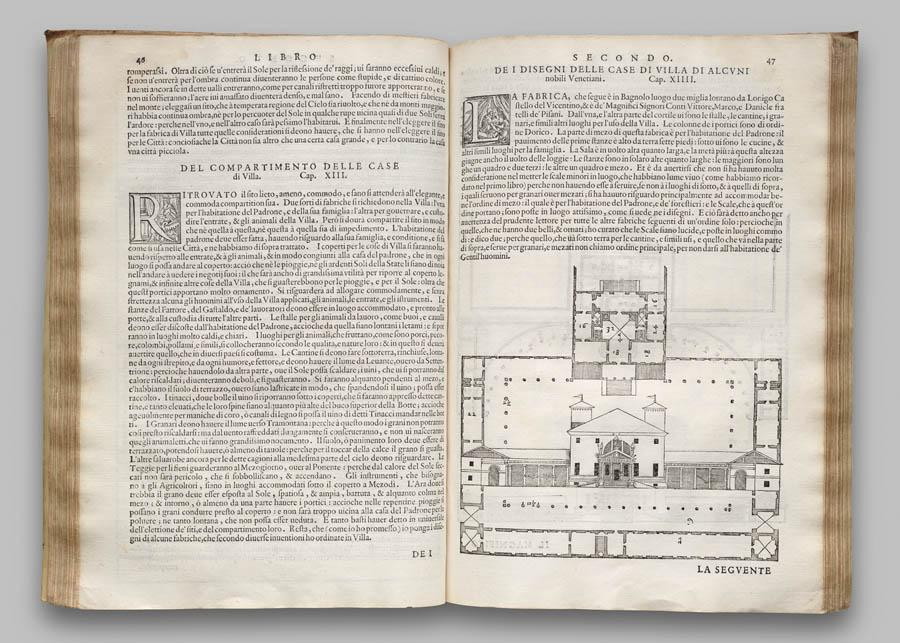
La villa dans Les Quatre Livres de l'architecture.

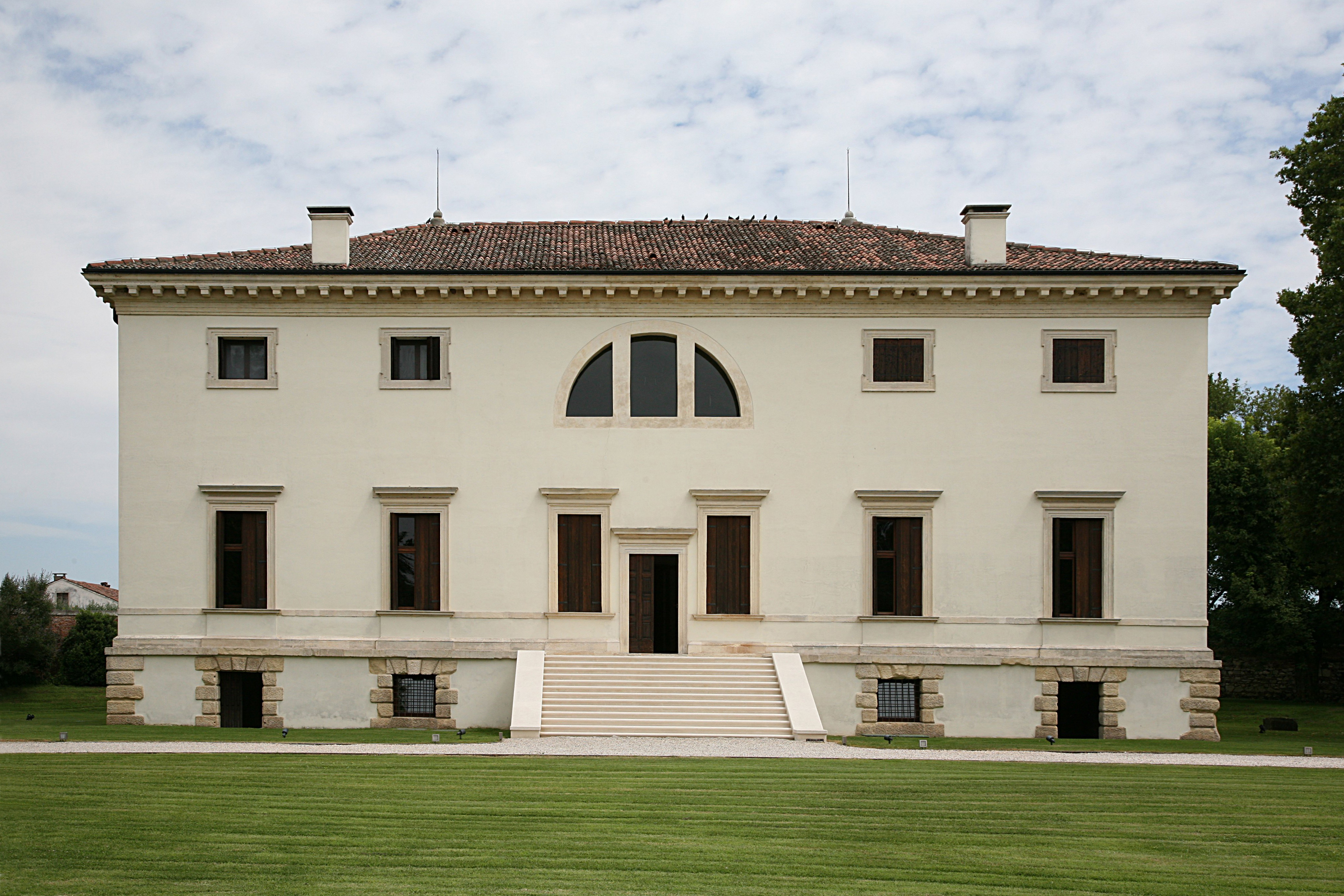
La façade postérieure.

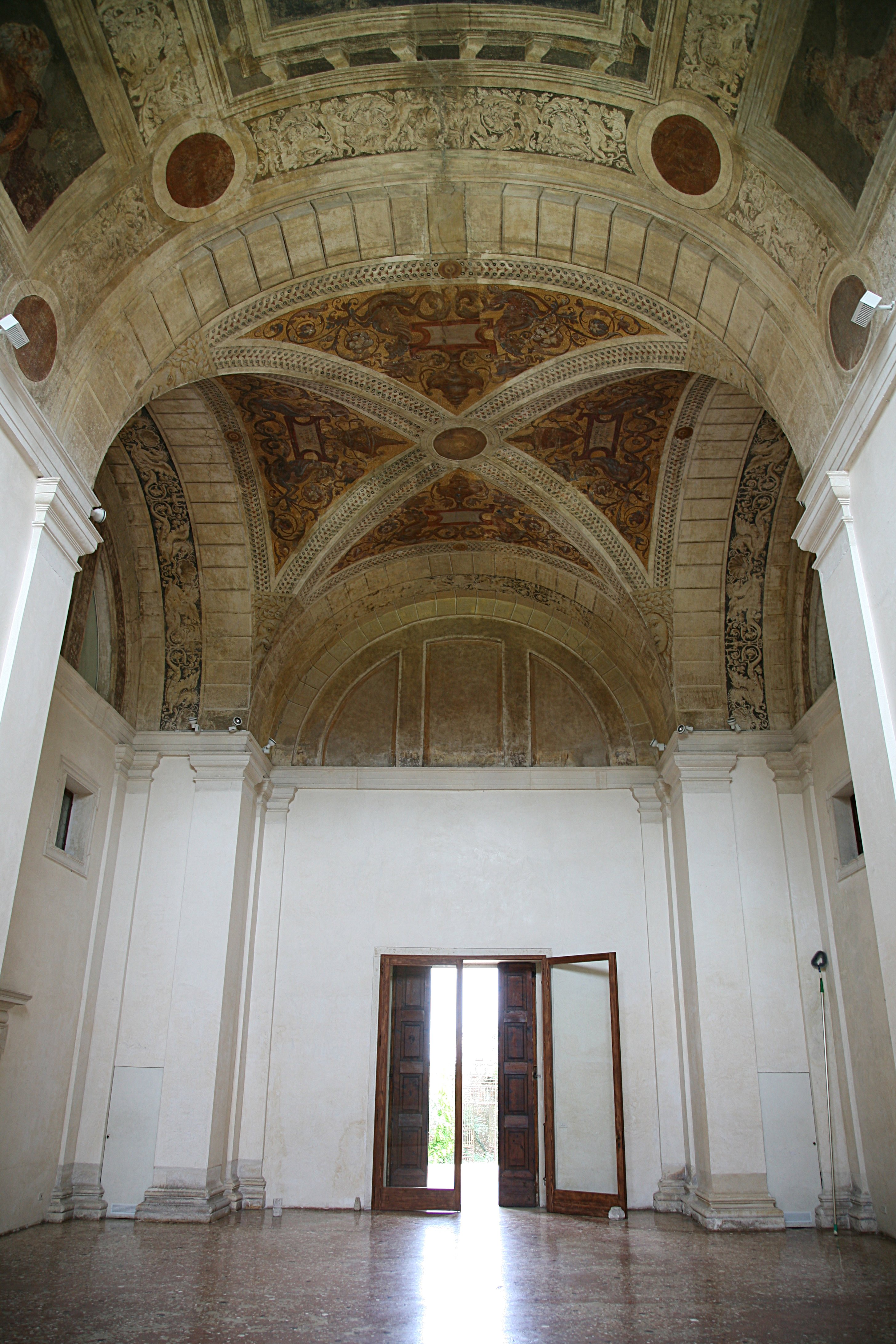
Vue du salon.

La grande pièce centrale en forme de "T" est voûtée en berceau, comme les édifices thermaux antiques, richement décorée et éclairée par une vaste fenêtre thermale. Par ses dimensions et son langage formel, cet espace est radicalement différent des pièces des villas prépalladiennes, traditionnellement plus petites et couvertes d'un plafond plat, avec des poutres en bois. Une riche décoration picturale, peinte à fresques, avec des scènes tirées des Métamorphoses d'Ovide, probablement due à Francesco Torbido, dialogue avec l'espace architectural et exalte sa monumentalité.
Un important dossier de dessins de Palladio, aujourd'hui conservé à Londres, permet de mieux comprendre l'évolution de ce projet. Dans les premières esquisses, sont proposées de nombreuses suggestions dérivant des architectures antiques et modernes observées lors de son récent séjour à Rome, de la villa Madame de Raphaël au Belvédère de Bramante, jusqu'à la chapelle Paolina d'Antonio da Sangallo le Jeune, à côté d'éléments plus spécifiquement vénitiens comme la disposition des pièces, la loggia et ses 2 tours de part et d'autre inspirée de celle de la villa Trissino à Cricoli ou le puissant bossage de la façade donnant sur le fleuve Guà.

## Sources
- (it) Cet article est partiellement ou en totalité issu de l’article de Wikipédia en italien intitulé « Villa Pisani (Bagnolo) » (voir la liste des auteurs) dans sa version du 6 septembre 2008. Il est lui-même issu du texte relatif à la villa Pisani - Bagnolo di Lonigo, sur le site du CISA, , lequel a autorisé sa publication (cf  tkt #2008031210017761)